# Nevvare Hanım
Nevvare Hanım, död 1992, var fjärde hustru till den osmanska sultanen Mehmet VI (regerande 1918–1922).
Hon var dotter till den abkhaziska adelsmannen Mustafa Bey Çıhcı och Hafize Hanım Kap-Ipha. Hon var brorsdotter till Müveddet Kadın, och placerades i det kejserliga osmanska haremet som kalfa (hovdam) till sin moster. Sultan Mehmet VI attraherades av henne och gifte sig med henne 1919, mot hennes mosters vilja. Paret fick inga barn. 
Det osmanska sultanatet avskaffades 1 november 1922 och det osmanska kalifatet i mars 1924, varefter alla medlemmar av den före detta osmanska dynastin förvisades från den nya republiken Turkiet. Nevvare Hanım kunde inte lämna landet med sin exman eftersom hon var sjuk vid samma tidpunkt, och fick ta in på sjukhus för läkarvård. När hon tillfrisknat, återvände hon till sin familj, och bad sin exman ex-sultanen om skilsmässa. Hon gifte sedan om sig. 